# Sudamericano Juvenil A de Rugby 2022
El Sudamericano Juvenil A de Rugby 2022 fue la trigésima sexta edición del torneo y se celebró en diciembre en Paysandú, Uruguay.
El torneo fue clasificatorio al Trofeo Mundial de Rugby Juvenil 2023, el cupo fue obtenido por Uruguay.

## Equipos participantes
- Selección juvenil de rugby de Argentina
- Selección juvenil de rugby de Chile
- Selección juvenil de rugby de Uruguay

## Posiciones
| Pos. | Equipo    | Encuentros | Encuentros | Encuentros | Encuentros | Tantos  | Tantos    | Tantos     | Puntos Bonus | Puntos Totales |
| Pos. | Equipo    | jugados    | ganados    | empatados  | perdidos   | a favor | en contra | diferencia | Puntos Bonus | Puntos Totales |
| ---- | --------- | ---------- | ---------- | ---------- | ---------- | ------- | --------- | ---------- | ------------ | -------------- |
| 1    | Argentina | 2          | 2          | 0          | 0          | 146     | 15        | +131       | 2            | 10             |
| 2    | Uruguay   | 2          | 1          | 0          | 1          | 77      | 61        | +16        | 0            | 5              |
| 3    | Chile     | 2          | 0          | 0          | 2          | 14      | 161       | -147       | 0            | 0              |

Nota: Se otorgan 4 puntos al equipo que gane un partido y 2 al que empate
Puntos Bonus: 1 punto por convertir 4 tries o más en un partido y 1 al equipo que pierda por no más de 7 tantos de diferencia

## Resultados
| 3 de diciembre | Uruguay | 15 - 47 | Argentina |  |  |

| 7 de diciembre | Argentina | 99 - 0 | Chile |  |  |

| 11 de diciembre | Uruguay | 62 - 14 | Chile |  |  |

| Bandera de Argentina   |
| Campeón Argentina      |
| Vigésimo noveno título |